# Charlotte Cecilia af Tibell

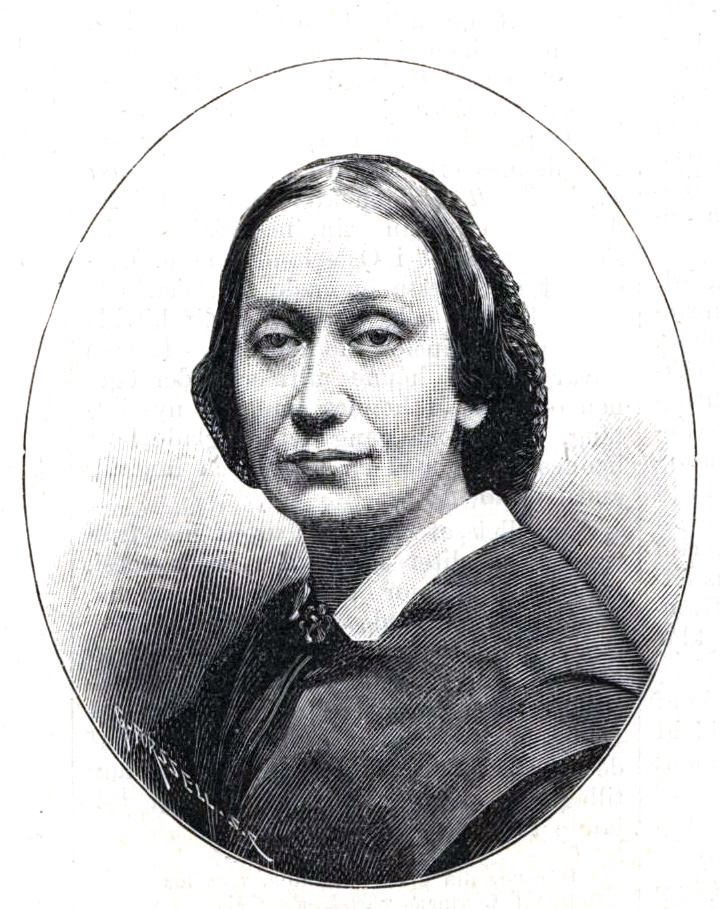
Uma foto de Charlotte Cecilia af Tibell

Charlotte Cecilia af Tibell (29 de janeiro de 1820 - 16 de abril de 1901) foi uma autora e escritora de hinos sueca. Ela também escreveu contos cristãos e histórias feministas contra homens egoístas.

## Biografia
Foi filha do Tenente-general Barão Gustaf Wilhelm af Tibell e Sophia Albertina Cederling, e meia-irmã de Wilhelmina af Tibell. Entre outras coisas, ela escreveu hinos e publicou a colecção de hinos Blommor vid vägen till Zion sob a assinatura CT, 1852-1867.